# Список объектов всемирного наследия ЮНЕСКО в Суринаме
В спи́ске объе́ктов Всеми́рного насле́дия ЮНЕ́СКО в Суринаме значатся 2 наименования (на 2010 год), это составляет 0,2 % от общего числа (1248 на 2025 год). 1 объект включен в список по культурным критериям, 1 объект — по природным.
Кроме этого, по состоянию на 2010 год, 1 объект на территории государства находится в числе кандидатов на включение в список всемирного наследия. Первый объект на территории Суринама был занесён в список в 2000 году на 24-й сессии Комитета всемирного наследия ЮНЕСКО.

## Список
Объекты расположены в порядке их добавления в список всемирного наследия.
| # | Изображение | Название                                                                               | Местоположение   | Время создания | Год внесения в список | №    | Критерии |
| - | ----------- | -------------------------------------------------------------------------------------- | ---------------- | -------------- | --------------------- | ---- | -------- |
| 1 |             | Природоохранная территория Центрального Суринама Natuurreservaat van Centraal-Suriname | Округ Сипаливини | —              | 2000                  | 1017 | ix, x    |
| 2 |             | Исторический центр Парамарибо Historische binnenstad van Paramaribo                    | Округ Парамарибо | 1640           | 2002                  | 940  | ii, iv   |

## Предварительный список
| # | Изображение | Название                  | Местоположение | Время создания | Год внесения в предварительный список | №    | Критерии |
| - | ----------- | ------------------------- | -------------- | -------------- | ------------------------------------- | ---- | -------- |
| 1 |             | Йоденсаванна Jodensavanne | Округ Пара     | 1639           | 1998                                  | 1083 | iv,vi    |